# (33093) 1997 YF3
1997 YF3 (asteroide 33093) é um asteroide da cintura principal. Possui uma excentricidade de 0.14382200 e uma inclinação de 1.52577º.
Este asteroide foi descoberto no dia 24 de dezembro de 1997 por Takao Kobayashi em Oizumi.